# 義縦
義 縦（ぎ しょう、? - 紀元前117年）は、前漢の武帝時代の酷吏と呼ばれた官吏の一人。河東郡の人。

## 略歴
若い頃は群盗になっていた。姉の義姁が王太后（景帝の皇后で、武帝の母）の医者となっており、王太后が彼女の親族を取り立てようとした際、姉は素行が悪いからと反対したが義縦は中郎に任命され、上党郡の県令になった。そこでの統治は違法を見逃す事が無く寛大さに欠け、検挙の実績は一番であった。そこで長陵県令・長安県令と遷った。そこでも貴人や外戚であっても回避することのない統治を行い、王太后の外孫である修成子仲（武帝の同母異父の姉の修成君金俗の子）を逮捕し取り調べたことから、武帝は彼が有能であると思い、河内都尉に任命した。そこでも豪族の穣氏を一族皆殺しに至らしめたことから、郡内は落し物を拾う者さえいないほどになった。
その後、義縦は南陽太守に任命され、着任した。その頃、南陽にいた酷吏の寧成が函谷関の都尉となっており、大変怖れられていた。義縦がわざわざ寧成がいる函谷関まで赴き、寧成はへりくだって出迎えたが義縦は鼻息を荒くして彼に対して礼を尽くさなかった。まもなく義縦は寧成らの一族を取り調べて家を取り潰し、有罪となった寧成は自分と同じく（函谷関の土豪である）悪事を手を染めていた孔氏・暴氏らとともに逃げ出した。その後、南陽の人々は両足を並べることさえいやがるようになった。義縦は平氏県の朱彊や杜衍県の杜周を腹心として使い、彼らはその後廷尉史となった。
その後、匈奴との戦いで軍の拠点となっている定襄が荒廃しているということで、義縦は定襄太守となった。彼は着任すると獄中の重罪人をかばっている者200人と、罪人の賓客や兄弟で獄に忍び込んで助けてやっている者200人を全員逮捕し、全て死刑にした。郡内では寒くもないのに鳥肌が立つほど慄然とし、それまで悪事に手を染めていた者たちも政務を助けるようになった。
元狩4年（紀元前119年）、朝廷で五銖銭の改鋳や白金貨の発行などを行ったが民が悪事を行う事が多く、首都近辺が特に酷かったため、義縦を右内史、王温舒を中尉とした。王温舒は先に義縦に告げずに独断で業務を行い、義縦はそれを妨害して功績を台無しにした。彼らの統治は誅殺が極めて多く、多少治まることはあっても悪事もますます酷くなった。
ある時、武帝が鼎湖に行幸し、そこで体調を崩したが完治すると急に甘泉に行くことにしたが、そこまでの道が完備されていなかった。武帝は激怒して「義縦は私が（死亡して）2度とこの道を通らないと思ったのか」と叫び、以降から義縦を恨むようになった。元狩6年（紀元前117年）、告緡令の施行官の楊可が申告の不正を調査した。これを聞いた義縦は配下に命じて、楊可の配下を意図的に捕らえさせた。これを聞いた武帝は杜式に命じて審理させた。その結果、義縦が財産隠しの密告を奨励した際に、その密告を受ける使者を義縦が民を乱す者として逮捕していたことが判明した。これを絶好の機会と捉えた武帝はただちに義縦を捕らえ、彼は詔を阻害したという罪状で処刑され、晒し首となった。